# CRISPR
CRISPR (от англ. clustered regularly interspaced short palindromic repeats — короткие палиндромные повторы, регулярно расположенные группами) — особые локусы бактерий и архей, состоящие из прямых повторяющихся последовательностей, которые разделены уникальными последовательностями (спейсерами). Спейсеры заимствуются из чужеродных генетических элементов, с которыми сталкивалась клетка (бактериофагов, плазмид). РНК, транскрибирующиеся с локусов CRISPR, совместно с ассоциированными белками Cas обеспечивают адаптивный иммунитет за счёт комплементарного связывания РНК с нуклеиновыми кислотами чужеродных элементов и последующего разрушения их белками Cas. Впрочем, к настоящему моменту имеется немало свидетельств участия CRISPR в процессах, не связанных с иммунитетом.
Использование методик CRISPR-Cas для направленного редактирования геномов является перспективным направлением в современной генной инженерии. На 2016 год учёные широко используют подходы, основанные на системах CRISPR-Cas. А начиная с 2023 года эти подходы начали применяться в медицине для лечения наследственных заболеваний.
Также CRISPR-Cas имеет значение для адресной доставки лекарств и их высвобождения при внешнем воздействии — для этого используются материалы, в состав которых входят участки ДНК.

## История изучения
Первый локус CRISPR был обнаружен у бактерии Escherichia coli в 1987 году группой японских учёных во главе с Ёсидзуми Исино. Они заметили в геноме этой бактерии повторяющиеся элементы, разделённые неповторяющимися последовательностями (спейсерами); впрочем, учёные не придали своему наблюдению большого значения. Масштабное изучение CRISPR начал испанский исследователь Франсиско Мохика, в 1993 году обнаруживший повторяющиеся последовательности, разделённые промежутками, в геноме археи Haloferax mediterranei. Он обратил внимание, что повторы в геномах этой археи и E. coli очень похожи по структуре, однако не имеют ничего общего в последовательностях нуклеотидов. По предположению Мохика, столь похожие по структуре повторы, имеющиеся у систематически весьма далёких групп прокариот, должны выполнять какую-то очень важную функцию. Первоначально он назвал новый класс повторов «короткими повторами, регулярно разделёнными промежутками» (англ. short regularly spaced repeats, SRSRs), однако впоследствии, по его предложению, это название было заменено на «короткие палиндромные повторы, регулярно расположенные группами» (англ. clustered regularly interspaced short palindromic repeats, CRISPR). Мохика продолжил поиски CRISPR в геномах других микробов, и к 2000 году он обнаружил их у 20 микроорганизмов, в том числе чумной палочки Yersinia pestis и других патогенов. В 2002 году были открыты гены cas — гены локусов CRISPR, кодирующие белки Cas.
Несмотря на обнаружение систем CRISPR-Cas у самых разнообразных прокариот, о функциях CRISPR практически ничего не было известно вплоть до 2005 года. В 2005 году Мохика и его коллеги опубликовали результаты своих новых исследований, в которых было установлено, что спейсеры соответствуют последовательностям из геномов бактериофагов, а также участкам плазмид. Они также обнаружили, что штаммы E. coli, чьи локусы CRISPR содержат спейсер, соответствующий фагу Р1, устойчивы к этому фагу, и сделали вывод о связи локусов CRISPR с адаптивным иммунитетом прокариот. В том же году появились публикации ещё двух исследовательских групп, которые пришли к такому же заключению.
В 2006 году была разработана классификация известных CRISPR и предложен возможный механизм работы основанного на CRISPR адаптивного иммунитета. В 2007 году исследовательской группой во главе с Филиппом Хорватом было окончательно установлено и экспериментально доказано участие CRISPR в обеспечении работы специфичного к последовательностям-мишеням адаптивного иммунитета; одновременно была выявлена ключевая роль белков Cas в этом процессе. За это достижение в 2015 году он был удостоен премии Мэссри (англ. Massry Prize) вместе с другими учёными, внёсшими значительный вклад в изучение CRISPR (Дженнифер Даудна и Эмманюэль Шарпантье). В 2008 году было показано, что для работы системы CRISPR необходима особым образом процессированная CRISPR-РНК (crРНК), а также была продемонстрирована способность системы CRISPR осуществлять ДНК-интерференцию. Интерференция, направляющие РНК и нацеленность против специфических последовательностей ДНК — три открытия 2007—2008 годов, которые положили начало развитию основанных на CRISPR методов генетической инженерии.
Ряд последующих важных открытий, касающихся устройства систем CRISPR типа II (в частности, выяснение необходимости для её работы белка Cas9 и дополнительной — помимо crРНК — малой РНК, названной tracrРНК), позволил в 2012 году экспериментально опробовать первую искусственно разработанную систему CRISPR типа II. В начале 2013 года (с интервалом около двух недель друг от друга) несколько групп показали, что искусственные системы CRISPR-Cas могут работать не только в клетках бактерий и in vitro, но и в клетках эукариот. В 2012 года литовский биохимик Виргиниюс Шикшнис одним из первых продемонстрировал программируемое расщепление ДНК одним из компонентов CRISPR-Cas систем белком Cas9, начиная с 2007 года, основным направлением его исследований было изучение недавно открытых CRISPR-Cas систем защиты бактерий от бактериофагов и чужеродного генетического материала. По словам Шикшниса, его статья даже не была признана серьезной редакцией академического журнала и не была отправлена рецензентам, поэтому время, необходимое для признания её первой, было потерянно. Мартин Шлак сообщил, что Шикшнис представил свою статью, описывающую расщепление ДНК с помощью Cas9, в рецензируемом научном журнале Cell Reports 18 апреля 2012 года. После того, как она была отклонена без экспертной оценки, он месяц спустя отправил ее в рецензируемый научный журнал PNAS, и на рассмотрение и публикацию ушло несколько месяцев. Тем временем американский биохимик Дженнифер Даудна и французский микробиолог Эмманюэль Шарпантье опубликовали свою статью в рецензируемый научный журнал Science, где она была рассмотрена и принята в течение двух недель. Вскоре технология редактирования генома с помощью Cas9 была лицензирована фирмой DuPont. За создание новых технологий, позволяющих проводить с помощью CRISPR-Cas9 редактирование генома Эмманюэль Шарпантье и Дженнифер Даудна получили Нобелевскую премию по химии 2020 года.
Последующие два с половиной года происходила разработка методов CRISPR и применение этого метода в различных группах организмов. В апреле 2015 года группа учёных из Китая опубликовала результаты своего исследования, в котором с помощью CRISPR-Cas9 были отредактированы геномы человеческих эмбрионов. Однако точность редактирования в этом эксперименте была очень низка, а сам эксперимент был неоднозначно воспринят научным сообществом. В начале 2016 года учёные из США сообщили, что смогли понизить количество ошибок при работе CRISPR-Cas9 почти до нуля. К настоящему моменту CRISPR считают наиболее важным технологическим новшеством в науках о жизни со времён изобретения полимеразной цепной реакции (ПЦР), открытой тремя десятилетиями ранее. За внедрение методов редактирования генов с помощью CRISPR-Cas9 Дженнифер Дудна и Эмманюэль Шарпантье получили Нобелевскую премию по химии 2020 года.
В 2016 году группа учёных выяснила, что системы CRISPR-Сas произошли от потерявших мобильность и закрепившихся в геноме транспозонов. Филогенетическое исследование показало, что все эндонуклеазы Cas произошли от единственного транспозона из всех несущих эндонуклеазу IscB транспозонов.
В 2023 году впервые была одобрена генная терапия с использованием CRISPR. Препарат под названием эксагамглоген аутотемцел (торговое название Casgevy), разработанный компаниями CRISPR Therapeutics и Vertex Pharmaceuticals, предназначен для лечения серповидноклеточной анемии и бета-талассемии у пациентов в возрасте 12 лет и старше.

## Общие принципы

Упрощённая схема строения CRISPR

Системы CRISPR-Cas различаются как структурно, так и функционально. Тем не менее, всем системам CRISPR-Cas присущ ряд общих черт.
Локусы CRISPR могут выполнять функцию иммунитета только при наличии генов cas, которые обычно располагаются в непосредственной близости от CRISPR. Набор генов cas определяет тип системы CRISPR-Cas. Локусы CRISPR представлены короткими (обычно около 30—40 нуклеотидов длиной) прямыми повторами, которые отделяются друг от друга неповторяющимися спейсерами, произошедшими из ДНК тех чужеродных генетических элементов, с которыми сталкивалась клетка или её предшественники. Длина спейсеров обычно сопоставима с длиной повторов. Перед рядом повторов и спейсеров располагается лидерная последовательность, содержащая, как правило, промотор, с которого начинается однонаправленная транскрипция повторов и спейсеров CRISPR. Спейсеры полностью интегрированы в геном клетки и передаются её потомкам при делении. У бактерий интеграция новых спейсеров в геном сочетается с утратой избыточных и чужеродных генов; поэтому бактериям удаётся избежать значительного увеличения размера генома — в отличие от высших эукариот, у которых повторяющиеся последовательности, произошедшие из экзогенных генетических элементов, составляют существенную часть генома.
Кроме структурного сходства, различные системы CRISPR-Cas объединяют три ключевых этапа работы CRISPR-опосредованного иммунитета: приобретение (англ. acquisition), или адаптация (англ. adaptation), экспрессия (англ. expression) и интерференция (англ. interference). На этапе приобретения в CRISPR встраивается новый спейсер, образованный из инородного генетического элемента, проникшего в клетку. На стадии экспрессии происходят транскрипция CRISPR и процессинг коротких CRISPR-РНК (crРНК), нацеленных на определённую мишень. В ходе интерференции рибонуклеопротеиновый комплекс crРНК-Cas распознаёт нуклеиновую кислоту-мишень за счёт комплементарного спаривания оснований мишени с crРНК, после чего разрезает мишень благодаря эндо- и/или экзонуклеазной активности белков Cas.
Интересно, что работа систем CRISPR-Cas имеет много общих принципиальных моментов с работой иммунной системы млекопитающих. Так, иммунизацию CRISPR (то есть вставку нового спейсера) может вызвать даже дефектный бактериофаг — подобно тому, как иммунный ответ млекопитающих может развиться и при введении убитого патогена.
Системы CRISPR-Cas могут передаваться от микроорганизма к микроорганизму с помощью горизонтального переноса генов. Противодействие вторжению в бактерию чужеродных генетических элементов не всегда оказывается полезным для бактерии. Например, у бактерии Staphylococcus epidermidis может наблюдаться снижение устойчивости к антибиотикам, обусловленное уничтожением системой CRISPR-Cas тех конъюгативных плазмид, которые обеспечивали эту устойчивость. У Staphylococcus aureus пониженное количество локусов CRISPR приводит к увеличению числа профагов, плазмид и мобильных генетических элементов в клетке, что усиливает вирулентность бактерии. Впрочем, локусы CRISPR-Cas, препятствующие распространению полезных в данных условиях мобильных генетических элементов, могут исчезать.

### Приобретение спейсеров
Поскольку опосредованный CRISPR приобретённый иммунитет закодирован в ДНК, процесс иммунизации включает копирование и вставку чужеродных генетических элементов в CRISPR в качестве новых спейсеров. Спейсеры составляют иммунологическую память, в которой хранится информация о прошлых инфекциях, и именно она лежит в основе ответа на повторное вторжение сходных генетических элементов. Большая часть данных о молекулярных механизмах приобретения новых спейсеров получена при изучении системы CRISPR I типа Escherichia coli и II типа Streptococcus thermophilus. Правильная ориентация и вставка нового спейсера происходит при участии последовательности, расположенной непосредственно выше первого повтора; таким образом, новые спейсеры добавляются к 5'-концу локуса CRISPR. Интеграция нового спейсера в промежуток между лидерной последовательностью и первым повтором осуществляется комплексом Cas1-Cas2-протоспейсер. У некоторых систем CRISPR-Cas в этом процессе участвуют дополнительные белки. При вставке нового спейсера происходит дупликация повтора, за счёт чего сохраняется правильная структура локуса, который должен начинаться с повтора.
Поскольку спейсеры передаются от предков к потомкам при делении клеток, при наличии схожих спейсеров можно устанавливать филогенетические связи между штаммами, имеющими общие предковые спейсеры, а также штаммами, имеющими новые, недавно приобретённые спейсеры.
У систем I и II типа может происходить вставка спейсера лишь от тех инородных элементов, у которых к протоспейсеру прилегает особая последовательность PAM (англ. protospacer adjacent motif — мотив, смежный с протоспейсером). Кроме того, бактерия должна отличать инородный генетический материал от своего, чтобы не вставить в качестве спейсера фрагмент собственной хромосомы и не нацелить систему CRISPR-Cas на свой геном, что было бы для клетки фатальным. Система CRISPR-Cas I типа E. coli отличает свою ДНК по наличию Chi-сайтов — 8-нуклеотидных мотивов, которые повторяются в её геноме в среднем каждые 5 тысяч пар оснований. Хотя из одного и того же инородного генетического элемента можно образовать множество спейсеров, в генетическом элементе некоторые мотивы оказываются при выборе будущего спейсера более предпочтительными. Вероятно, такие мотивы были зафиксированы в результате естественного отбора, связанного с эффективностью работы спейсеров; так, некоторые спейсеры дают начало crРНК, нацеливающим белки Cas и на частично комплементарные последовательности.
При столкновении с одним и тем же фагом разные клетки будут вставлять в качестве спейсера несколько отличающиеся фрагменты его генома, так что большие популяции, имеющие большое разнообразие спейсеров против одного и того же фага, оказывают более эффективное сопротивление: если фаг мутирует так, что один из имеющихся в популяции спейсеров станет неэффективен, то другие по-прежнему будут обеспечивать защиту.

### Экспрессия и образование crРНК

Палиндромы в ДНК: A. Палиндром, B. Кольцо, C. Стебель

После интеграции в CRISPR частей чужеродных генетических элементов требуется перевести их в форму, способную нацеливать белки Cas на последовательности-мишени для их распознавания и разрушения. Такой формой служит направляющая crРНК, которая содержит уникальную последовательность, комплементарную определённой мишени. Сначала ряд повторов и спейсеров CRISPR транскрибируется в единый длинный транскрипт — пре-crРНК, который далее разрезается на короткие crРНК. Большинство повторов в CRISPR являются палиндромами, поэтому соответствующие им участки пре-crРНК формируют шпильки. Во многих случаях именно эти шпильки распознаются белками Cas, процессирующими пре-crРНК в crРНК.
Как правило, транскрипция CRISPR зависит от лидерной последовательности и происходит постоянно, но с низкой скоростью. Однако скорость значительно увеличивается в стрессовых условиях или при столкновении клетки с фагами, обеспечивая ей быструю и эффективную защиту. Промоторные элементы были найдены не только в лидерной последовательности, но и в повторах. Несмотря на то, что за один раз может транскрибироваться весь локус, было показано, что некоторые спейсеры в локусе транскрибируются чаще других — в частности, таковы первые несколько спейсеров, располагающиеся после лидерной последовательности и первого повтора. Действительно, для клетки гораздо более выгодно иметь более сильную защиту от инвазивных элементов, с которыми она сталкивалась в недавнем прошлом, чем от тех, с которыми она встречалась давно.

### Интерференция
На стадии интерференции crРНК связываются со своими мишенями за счёт спаривания оснований и, таким образом, направляют эндонуклеазы Cas на разрезание и разрушение мишени. Формирование комплекса crРНК и белков Cas обеспечивает эндонуклеолитическое разрушение комплементарных crРНК последовательностей НК. Хотя мишенями, в основном, являются двуцепочечные ДНК (дцДНК), некоторые системы CRISPR-Cas могут разрушать комплементарные одноцепочечные РНК (оцРНК). Системы CRISPR-Cas, распознающие дцДНК, требовательны по отношению к соседним с протоспейсером последовательностям: в частности, в системах типов I и II распознаются только мишени, содержащие мотив PAM (требование наличия PAM может служить для защиты от разрезания системой CRISPR-Cas клеточного генома). У систем, работающих с оцРНК, подобных требований нет. После начальной эндонуклеолитической атаки (внесения разрыва в мишень), производимой Cas, дальнейшее разрушение мишени может происходить под действием других нуклеаз.

## Разнообразие систем CRISPR-Cas
Все известные системы CRISPR-Cas можно подразделить на два основных класса, 6 типов и 33 подтипа на основании наличия или отсутствия определённых генов cas, строения оперона cas, аминокислотных последовательностей белков Cas и механизмов, обеспечивающих работу CRISPR-опосредованного иммунитета.
Кроме того, существует система CRISPR-Rx (CRISPR-CasRx), которая нацелена на РНК (в отличие от других CRISPR, в частности, CRISPR-Cas9, мишенью которой является ДНК). За счёт этого CRISPR-Rx может подавлять экспрессию гена при неизменном генетическом коде.
Системы первого класса характеризуются мультибелковыми эффекторными комплексами (Cascade, Cmr, Csm). К этому классу относятся системы типов I, III и IV. Системы типа I являются наиболее распространёнными CRISPR-Cas-системами. Их мишенями служат дцДНК, содержащие мотив PAM, а разрушение осуществляет эффекторный мультибелковый комплекс Cascade, связанный с белком Cas3. Системы типа III часто встречаются у архей и характеризуются мультибелковыми комплексами Csm и Cmr. Они могут распознавать как ДНК, так и РНК, причём для распознавания ДНК нет необходимости в PAM. В системах этого типа разрушение мишеней осуществляет белок Cas10 вместе с эффекторными нуклеазами, а именно Cmr4 у подтипа IIIA (РНКаза, входящая в состав комплекса Cmr) и Csm3 у подтипа IIIB (РНКаза, входящая в комплекс Csm). Системы типа IV довольно редки, их распространение и механизм действия изучены недостаточно.
Системы второго класса имеют единственный эффекторный белок. К этому классу относятся типы II и V. Системы типа II активно используются в генной инженерии; для них характерно наличие эндонуклеазы Cas9. В системах этого типа направляющей РНК выступает не одна crРНК, а дуплекс crРНК и дополнительной РНК — tracrРНК. Дуплекс crРНК:tracrРНК направляет никазные домены RuvC и HNH Cas9 для внесения разрывов с образованием тупых концов в ДНК-мишени, которая должна иметь PAM около 3'-конца[прояснить]. Системы типа V редки и характеризуются наличием нуклеазы Cpf1, которую crРНК направляет к ДНК-мишени. Эта RuvC-подобная нуклеаза производит разрез на участке, находящемся дистально от 3'-конца PAM. В отличие от Сas9 эта нуклеаза режет дцДНК с образованием не тупых, а липких концов длиной 5 нуклеотидов.
В таблице ниже перечислены сигнатурные гены изученных систем CRISPR-Cas, а также указаны функции кодируемых ими белков. Наличие определённых сигнатурных генов служит характеристическим признаком типов и подтипов систем CRISPR-Cas.
| Подтип | Сигнатурные гены        | Функции белковых продуктов |
| ------ | ----------------------- | --- |
| I-A    | Cas8a2, Csa5            | Cas8a2 участвует в интерференции (связывает crРНК и мишень). Csa5 — малая субъединица эффекторного комплекса                                                                                               |
| I-B    | Cas8b                   | Участвует в интерференции (распознаёт РАМ) |
| I-C    | Cas8c                   | Участвует в интерференции (распознаёт РАМ) |
| I-D    | Cas10d                  | Участвует в интерференции (связывает crРНК и мишень и вносит разрыв в мишень) |
| I-E    | Cse1, Cse2              | Cse1, возможно, взаимодействует с Cas3 и рекрутирует его к эффекторному комплексу. Cse2 — малая субъединица эффекторного комплекса                                                                         |
| I-F    | Csy1, Csy2, Csy3, Cas6f | Csy2 и, в меньшей степени, Csy1 и Csy3 участвуют в образовании crРНК. Cas6f — металл-зависимая эндорибонуклеаза, участвующая в образовании crРНК                                                           |
| II-A   | Csn2                    | Участвует в приобретении спейсеров, возможно, защищая хромосомную ДНК от внесения двуцепочечных разрывов                                                                                                   |
| II-B   | Cas9                    | Содержит два эндонуклеазных домена, которые поодиночке вносят одноцепочечные разрывы, а действуя совместно — двуцепочечный разрыв. Участвует в процессинге crРНК, её накоплении, а также разрушении мишени |
| II-C   | Неизвестен              | — |
| III-A  | Csm2                    | Малая субъединица эффекторного комплекса |
| III-B  | Cmr5                    | Малая субъединица эффекторного комплекса |
| IV     | Csf1                    | Участвует в интерференции (распознаёт РАМ) |
| V      | Cpf1                    | Участвует в интерференции (содержит нуклеазный домен) |

### Системы I и III типов
Как упоминалось выше, и системы I типа, и системы III типа используют мультибелковые эффекторные комплексы. Их также объединяет использование белка Cas6 для процессинга пре-crРНК (иногда его заменяет ортолог, Cas5). Эти и некоторые другие сходства между системами типов I и III говорят в пользу их происхождения от общего предка.

#### I тип

Схема функционирования системы CRISPR-Cas I типа. Несколько белков Cas, в том числе Cas6 (пурпурный) и Cas7 (зелёный), но не Cas1 или Cas2, собираются в комплекс Cascade, связанный с пре-crРНК. Cascade разрезает транскрипт в области повтора на crРНК и остаётся связанным с образовавшейся молекулой crРНК. После связывания Cascade с ДНК-мишенью с ним связывается белок Cas3 (жёлтый) — белок систем I типа. Он производит одноцепочечный разрыв в мишени, отсоединяется от Cascade и движется вдоль ДНК, внося дополнительные разрывы и разрушая её

Системы типа I подразделяют на шесть подтипов (I-A, I-B, I-C, I-D, I-E, I-F) на основании аминокислотных последовательностей белков эффекторного комплекса и взаимного расположения их генов (синтении). Наиболее изучена система подтипа I-E E. coli.
В системах I типа эффекторный комплекс — Cascade — включает Cas6 в качестве интегральной субъединицы, так что процессинг crРНК происходит в пределах эффекторного комплекса, и зрелая crРНК остаётся связанной с ним. После этого комплекс ищет свою последовательность-мишень; при этом он, вероятно, сначала распознаёт её РАМ и лишь после этого проверяет ключевые позиции протоспейсера на комплементарность crРНК. Поскольку в повторах CRISPR нет PAM, геном бактерии, имеющей систему CRISPR-Cas I типа, надёжно защищён от разрушения этой системой. При связывании с Cascade протоспейсер в дцДНК-мишени образует R-петлю, для чего необходима отрицательная сверхспирализация; вероятно, это облегчает расплетание ДНК, независимое от нуклеотидтрифосфатов (НТФ). Комплекс Cascade-протоспейсер распознаётся белком Cas3. Cas3 имеет нуклеазный домен HD, а также расплетающий-транслоцирующий домен, для работы которого необходимы НТФ. Cas3 может расплетать дуплексы ДНК:ДНК и ДНК:РНК. Домен НD, как правило, располагается на N-конце Cas3. Домен HD вносит одноцепочечный разрыв в мишень вблизи РАМ, после этого Cas3 отделяется от Cascade и использует свой домен гидролиза нуклеозидтрифосфатов для дальнейшего продвижения вдоль ДНК, по пути внося дополнительные одноцепочечные разрывы.
Структура Cascade (свободного и связанного с ДНК) E. coli была визуализирована с околоатомным разрешением. Мишень распознаётся за счёт Уотсон—Криковского спаривания оснований, хотя каждый шестой нуклеотид протоспейсера не комплементарен соответствующему нуклеотиду crРНК. В связи с этим общая геометрия комплекса ДНК с crРНК не соответствует двойной спирали: повторяющиеся полуспиральные витки дуплекса прерываются неспаренными основаниями, что позволяет ДНК перегнуться через crРНК, не обвиваясь вокруг неё. Связывание Cascade с мишенью и родственной ей последовательностью имеет разную кинетику и структурные особенности, что позволяет комплексу различать мишень и близкие к ней последовательности. В первом случае следует интерференция и разрушение мишени, а во втором — вставка нового спейсера. Такая направленная адаптация, в отличие от первичной, «наивной» адаптации, требует работы не только белков Cas1 и Cas2, но и Cas3.
Помимо 6 подтипов систем I типа (I-A — I-F) известен ещё один подтип, I-U (U от англ. uncharacterized — неохарактеризованный, так как для него неизвестны механизм разрезания пре-crРНК и архитектура эффекторного комплекса). В отличие от большинства систем I типа, у белка Cas3 в I-U домен HD находится на С-конце.

#### III тип

Система CRISPR-Cas III типа. Пре-crРНК связывается белком Cas6 (пурпурный). На зрелой crРНК собирается комплекс Csm (системы типа III-A) или Cmr (системы III-B), в которые входят белки Cas7 (зелёный) и сигнатурный белок Cas10 (жёлтый)

Системы III типа подразделяются на два подтипа: III-A и III-B. Для них характерно наличие белка Cas10 — самой крупной субъединицы эффекторного комплекса Csm (в случае подтипа III-A) и Cmr (в случае подтипа III-B). Кроме того, все системы III типа кодируют один белок Cas5 и, как правило, несколько паралогичных белков Cas7. Для обоих подтипов характерно использование ортолога Cas6 для процессинга пре-crРНК, хотя процессирующий фермент не всегда является стабильным компонентом соответствующего эффекторного комплекса (как у систем I типа). В 2008 году было показано, что система III-A Staphylococcus epidermidis работает с ДНК-мишенями, а в 2009 году было установлено, что система III-B Pyrococcus furiosus — с РНК. Для успешного распознавания мишеней системам III-A и III-B не требуется наличие мотива РАМ.
Дальнейшее изучение систем III типа обнаружило новые загадки субстратной специфичности подтипов III-A и III-B. Так, выяснилось, что система III-A S. epidermidis может работать только с транскрибирующимися протоспейсерами. Кроме того, оказалось, что комплексы Csm S. thermophilus и Thermus thermophilus имеют скрытую РНК-деградирующую активность, причём они вносят разрывы в РНК через каждые 6 нуклеотидов. Такая же активность была показана и для комплексов Cmr. Система III-A S. epidermidis не только разрушает синтезирующиеся транскрипты, но и разрезает ДНК-мишень зависимым от транскрипции образом за счёт специфических аминокислотных остатков Cas10, которые не связаны с распознаванием мишени. Гидролиз РНК, опосредуемый комплексами Csm и Cmr, катализируется не белком Cas10, а субъединицами Csm3 и Cmr4, соответственно. Таким образом, система III-A может разрушать как ДНК, так и РНК; предполагается, что хорошо описанная РНК-деградирующая активность систем III-B дополняется способностью разрушать ДНК.
Поскольку системы III типа не требуют наличия РАМ у мишеней, в их случае должен существовать другой, нежели у систем I, механизм различения своей дцДНК и чужой. В случае комплекса Csm crРНК комплементарна не только спейсеру CRISPR, но и прилежащему повтору. Таким образом, при связывании с молекулой-мишенью crРНК будет связываться только с протоспейсером, а при связывании с ДНК клетки — ещё и с соседним повтором, на основании чего система III может отличить ДНК клетки от чужеродной. Интересно, что в системах типа III ДНК разрезается очень близко к местам, где соответствующие основания crРНК и ДНК-мишени не спарены. О механизмах приобретения новых спейсеров в системах типа III практически ничего не известно.
Кроме обычно выделяемых подтипов III-A и III-B, в 2015 году было предложено выделять также подтипы III-C и III-D, встречающиеся у некоторых архей. В системах типа III-C у белка Cas10 наблюдается инактивация циклазного домена; кроме того, его аминокислотная последовательность значительно отличается от таковой у Cas10 систем III-A и III-B. В системах III-D у Cas10 отсутствует домен HD; кроме того, имеется уникальный ген csx10, похожий на cas5. И у систем III-C, и у систем III-D отсутствуют гены cas1 и cas2.
В феврале 2016 года появились сведения, что у некоторых бактерий с системами CRISPR-Cas III типа (например, морской бактерии Marinomonas mediterranea) вместо обычного белка Cas1 функционирует химерный белок Cas1-RT, сшитый с обратной транскриптазой. Благодаря наличию такого белка бактерия может интегрировать в свой геном спейсеры, образованные от геномов патогенов с РНК-геномами посредством обратной транскрипции.
Обнаружено, что системы типа III, в частности Cas10, производят циклические олигоаденилатные вторичные мессенджеры, превращая АТФ в циклический продукт, который аллостерически активирует Csm6, который затем помогает разрушить РНК вируса.

### Системы II типа

Схема работы системы CRISPR-Cas II типа

Системы CRISPR-Cas II типа стоят особняком из-за своей необычной генетической основы и молекулярных механизмов. В частности, мультибелковые комплексы, осуществляющие процессинг crРНК в системах типов I и III, в системах типа II заменены единственным белком — Cas9, который принимает участие во всех трёх фундаментальных этапах работы этой системы. Таким образом, системы II типа — наиболее простой тип системы CRISPR-Cas. Более того, в биогенезе crРНК принимают участие дополнительные элементы, уникальные для систем II типа. Системы II типа встречаются только у бактерий и среди систем типов I, II и III являются самыми малораспространёнными. Тем не менее, именно системы II типа нашли применение в качестве средства для редактирования геномов.
Среди систем II типа на основании наличия и последовательностей ассоциированных генов cas выделяют три подтипа: II-A, II-B и II-C. Помимо генов cas1 и cas2, присущих всем системам типов I—III, системы типа II имеют дополнительный ген cas9, который кодирует эндонуклеазу Cas9. Cas9 принимает участие в приобретении новых спейсеров, накоплении crРНК и интерференции. Помимо этого, системы II-A содержат ген csn2, чей белковый продукт принимает участие в приобретении спейсеров. В системах II-B этот ген заменён геном cas4, а системы II-C не имеют ни csn2, ни cas4. Длина Cas9 варьирует в разных подтипах, причём для систем II-C, как правило, характерны самые короткие ортологи. Коровая часть Cas9, которую составляют нуклеазный домен и характерный для этого белка обогащённый аргинином кластер, вероятнее всего, кодируется генами, произошедшими от мобильных генетических элементов, никак не связанных с CRISPR. Принимая во внимание значительное сходство в последовательностях аминокислот между Cas9 и его гомологами, которые не связаны с системами CRISPR-Cas, Cas9 нельзя рассматривать как в полном смысле сигнатурный белок систем II типа. Тем не менее, его можно считать отличительным признаком этих систем.

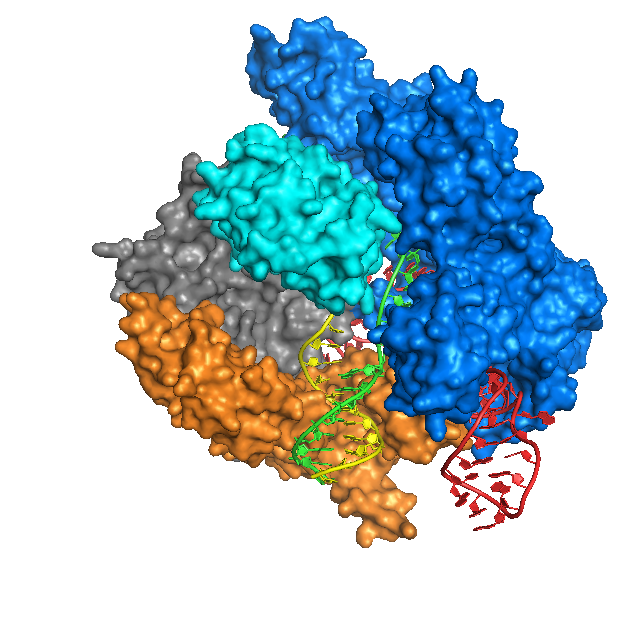
Кристаллическая структура Cas9, связанного с ДНК

Биогенез crРНК в системах II типа имеет ряд уникальных особенностей. В частности, для него необходим процессинг РНКазой III и связывание с пре-crРНК особых транс-кодируемых CRISPR-РНК (tracrРНК). В составе tracrРНК присутствует участок, комплементарный той области crРНК, которая была транскрибирована с повтора CRISPR. В ходе процессинга crРНК tracrРНК связывается с ещё не вырезанными crРНК в составе пре-crРНК, благодаря чему образуются зрелые crРНК. Получающийся в результате зрелый комплекс crРНК-tracrРНК-Cas9 содержит короткую crРНК, у которой 20—24 нуклеотида комплементарны 3'-концу спейсера и 20—24 нуклеотида комплементарны 5'-концу повтора. Первый этап процессинга пре-crРНК происходит в областях, комплементарных повторам CRISPR; в результате образуется 3'-конец crРНК. Последующая стадия обрезания 5'-конца неизвестными нуклеазами происходит внутри последовательностей, соответствующих спейсерам CRISPR. Для накопления crРНК в клетках необходим белок Cas9, хотя неизвестно, вызвано ли это участием Cas9 в процессинге crРНК или стабилизацией crРНК при помощи Cas9 после процессинга, или же и тем, и другим.
Комплекс crРНК-tracrРНК-Cas9 распознаёт ДНК-мишени, комплементарные crРНК и содержащие РАМ. Как и в системах I типа, отсутствие РАМ в локусах CRISPR предохраняет клеточную ДНК от разрезания. Сначала Cas9 распознаёт РАМ, а после этого прилегающая ДНК проверяется на комплементарность crРНК. Разрезание ДНК-мишени осуществляется путём внесения двух одноцепочечных разрывов мотивами RuvC и HNH белка Cas9, в результате чего образуется двуцепочечный разрыв с тупыми концами в ближнем к РАМ конце протоспейсера в R-петле, за три нуклеотида до РАМ.
В системах III-C (в частности, в CRISPR-Cas системе Neisseria meningitidis) был описан альтернативный механизм биогенеза crРНК, который использует промоторы, располагающиеся в повторах CRISPR. Альтернативное направление транскрипции может происходить даже без участия РНКазы III.

## Функции вне иммунитета прокариот
Несмотря на то, что функции систем CRISPR-Cas, как правило, связывают с адаптивным иммунитетом прокариот, имеется немало свидетельств участия этих систем и в совершенно других процессах, не связанных с защитой от чужеродных генетических элементов (например, в регуляции группового поведения, вирулентности, репарации ДНК и эволюции генома). Ниже кратко перечислены некоторые известные примеры участия CRISPR-Cas в процессах, не связанных с иммунитетом.
| Функция                                                     | Тип системы                        | Механизм | Участие генов cas | Участие CRISPR | Вид                                                                                     | Экспериментальное подтверждение |
| ----------------------------------------------------------- | ---------------------------------- | --- | ----------------- | -------------- | --------------------------------------------------------------------------------------- | ------------------------------- |
| Регуляция генов                                             | III-B                              | Разрушение комплементарной мРНК | Да                | Да             | Pyrococcus furiosus                                                                     | Нет                             |
| Гены регуляции группового поведения                         | I-F I-C                            | На основании частичной комплементарности Неизвестен | Да                | Да Неизвестно  | Pseudomonas aeruginosa Myxococcus xanthus                                               | Да                              |
| Гены регуляции вирулентности                                | II-C II-B CRISPR неизвестного типа | Cas9-зависимая модификация поверхности клеток Cas9-опосредованная отрицательная регуляция образования бактериального липопротеина Неизвестен Регуляция оперона feoAB за счёт частичной комплементарности | Да Да Нет         | Нет Да         | Campylobacter jejuni Francisella novicida Legionella pneumophila Listeria monocytogenes | Да                              |
| Ремоделирование генома                                      | I-F                                | Удаление участков генома посредством самонацеливания | Да                | Да             | Pectobacterium atrosepticum                                                             | Да                              |
| Репарация ДНК                                               | I-E                                | Репарация ДНК при помощи Cas1 | Да                | Нет            | Escherichia coli                                                                        | Да                              |
| Конкуренция между мобильными генетическими элементами (МГЭ) | I-F                                | Специфичное нацеливание на МГЭ-конкурентов | Да                | Да             | Фаг ICP1 Vibrio cholerae                                                                | Да                              |
| Покой клеток                                                | Не определён                       | Cas1 и Cas2 функционируют аналогично системам токсин-антитоксин, запуская покой и последующую смерть клеток при фаговой инфекции                                                                         | Да                | Нет            | Не определён                                                                            | Нет                             |

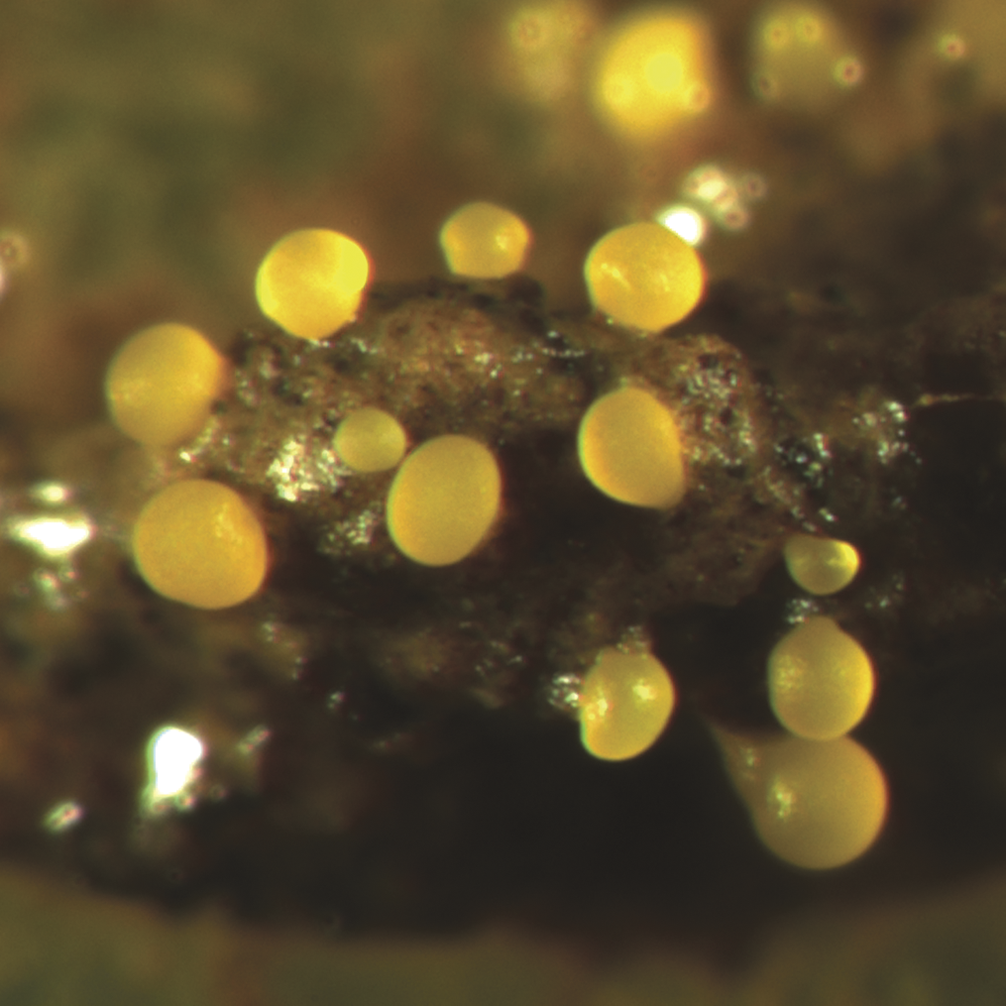
Плодовые тела Myxococcus xanthus

Примером может служить система CRISPR-Cas у хищной дельта-протеобактерии Myxococcus xanthus, повсеместно распространённой в почве. Её жизненный цикл включает стадии образования плодового тела и споруляции, в ходе которых индивидуальные клетки собираются в агрегаты и дифференцируются в миксоспоры, образуя плодовое тело. Отделяясь, миксоспоры превращаются в отдельные бактериальные клетки, причём этот процесс жёстко регулируется сигналами чувства кворума и внутриклеточными сигнальными каскадами. Система CRISPR-Cas данной бактерии относится к I-C типу и включает 7 генов Cas и локус CRISPR, содержащий 22 спейсера. При нехватке питательных веществ система запускает синтез в клетках А-сигнала, состоящего из аминокислот и пептидов, который активирует транскрипцию гена fruA (оперон cas тоже может активировать этот ген через белок Cas8c). При контакте клеток друг с другом в них образуется С-сигнал, кодируемый геном csgA, который тоже активирует fruA, способствующий затем экспрессии генов cas. Таким образом, гены cas входят в состав петли положительной обратной связи вместе с геном fruA и принимают участие в образовании плодового тела и споруляции бактерии.
Системы CRISPR-Cas могут быть задействованы в регуляции вирулентности у патогенных бактерий. Например, у Francisella novicida имеется система II типа, состоящая из четырёх генов cas и обратно ориентированного локуса CRISPR, содержащего 13 спейсеров. Она отрицательно регулирует экспрессию бактериального липопротеина (BLP) — поверхностного фактора вирулентности. Именно он распознаётся Toll-подобными рецепторами 2 иммунной системы хозяина, поэтому для успешного развития инфекции необходима отрицательная регуляция BLP. Предполагается, что комплекс Cas9, малой crРНК (scaРНК) и tracrРНК связывается с транскриптом blp и разрушает его по неизвестному механизму. Системы CRISPR-Cas задействованы в регуляции вирулентности у таких бактерий, как Campylobacter jejuni, Neisseria meningitidis, Legionella pneumophila (в случае этой бактерии в регуляции вирулентности из всех генов cas участвует только cas2), Listeria monocytogenes (см. табл.).
У многих бактерий системы CRISPR-Cas используются для регуляции собственных генов, не связанных с вирулентностью. В частности, у Pseudomonas aeruginosa система типа I-F участвует в регуляции генов, связанных с образованием биоплёнки. Кроме того, имеются предположения, что белки Cas1 и Cas2 могут обеспечивать защиту от бактериофагов, действуя аналогично системам токсин-антитоксин, то есть вызывая покой и последующую гибель инфицированных клеток. Имеются свидетельства участия систем CRISPR-Cas в репарации ДНК. Так, Cas1, входящий в состав системы типа I-E E. coli, может физически взаимодействовать с ферментами репарации и рекомбинации. Делеция гена cas1 или ассоциированных локусов CRISPR приводила к усилению чувствительности к агентам, повреждающим ДНК, и нарушениям в разделении хромосом при делении.
Системы CRISPR-Cas, нацеленные на бактериальную хромосому, могут играть важную роль в геномных перестройках у бактерий и обеспечивать генетические основы эволюции — несмотря на то, что в большинстве случаев самонацеленные белки Cas приводят к гибели клетки. Было показано, что у бактерии Pectobacterium atrosepticum crРНК, нацеленные на хромосомные островки, приобретённые посредством горизонтального переноса генов, обычно приводят к гибели клетки, но у некоторых выживших клеток наблюдались масштабные хромосомные делеции, в том числе полное удаление островка-мишени длиной около 100 пар оснований. В этих редких случаях делеции увеличивали общую приспособленность мутантов.
Интересно, что системы CRISPR-Cas имеются не только у прокариот, но также у бактериофагов и ряда других мобильных генетических элементов (МГЭ). Возможно, данное обстоятельство связано с распространением систем CRISPR-Cas у бактерий и архей путём горизонтального переноса генов. Системы CRISPR-Cas таких элементов могут быть нацелены на другие МГЭ, обеспечивая механизмы конкуренции между МГЭ. МГЭ, несущие системы CRISPR-Cas, могут конкурировать с островками патогенности бактерий, которые вырезаются из генома при фаговой инфекции и передаются другим бактериям в капсидах фага. Используя фаговые капсиды для собственной передачи, островки патогенности могут полностью блокировать размножение фагов. Примером может служить система CRISPR-Cas фага ICP1 Vibrio cholerae, которая относится к типу I-F и имеет 2 гена cas и 9 спейсеров (по-видимому, она гомологична системе Yersinia pestis). Один из спейсеров комплементарен островку патогенности Vibrio cholerae, так что фаг может конкурировать с островками патогенности за капсиды. Кроме того, система CRISPR-Cas ICP1 может приобретать новые спейсеры, что даёт фагу возможность коэволюционировать вместе с бактерией-хозяином.
В 2016 году появились сведения о том, что у крупных ядерно-цитоплазматических ДНК-содержащих вирусов имеется защитная система, напоминающая CRISPR и предназначенная для защиты от вирофагов (в частности, вирофага Zamilon у мимивируса). Эта защитная система получила название MIMIVIRE.

## Противодействие CRISPR
Установлено, что в ответ на распространение определённых спейсеров CRISPR в популяции бактерий (и, следовательно, распространение устойчивости к соответствующим бактериофагам) бактериофаги усиленно мутируют и даже утрачивают те участки генома, которые наиболее часто служат мишенями систем CRISPR-Cas и интегрируются в бактериальный геном в качестве спейсеров.
Некоторые фаги кодируют особые белки (анти-CRISPR белки, Acr), которые мешают работе CRISPR-Cas систем и способствуют развитию инфекции. Анализ фагов Pseudomonas aeruginosa позволил выделить несколько разновидностей Acr-белков. Первоначально белки Acr были описаны у штаммов P. aeruginosa, несущих профаги в своих хромосомах. Хотя у большинства из этих штаммов имелась активная система CRISPR-Cas типа I-F, у некоторых штаммов система оставалось неактивной даже при наличии спейсеров, нацеленных на фаги. Молекулярный анализ штаммов с неактивными системами выявил ряд малых белков, кодируемых фагом, которые были ответственны за развитие чувствительного к фагам фенотипа. Белки Acr могут подавлять работу систем CRISPR-Cas различными способами, в частности (в случае систем типа I-F) — через связывание с комплексом Cascade и блокирование связывания им ДНК-мишени или через связывание с белками Cas, приводящее к утрате ими нуклеазной активности.
Известен белок Acr, который препятствует связыванию хеликазы-нуклеазы Cas3 с уже связавшимся со своей ДНК-мишенью комплексом crРНК и других белков Cas. Поскольку связанный с ДНК комплекс Cas и crРНК не даёт возможности связаться с ДНК транскрипционному аппарату, этот белок Acr превращает комплекс crРНК и Cas в репрессор транскрипции. По состоянию на октябрь 2015 года это — первый известный пример регуляции активности системы CRISPR-Cas при помощи белкового фактора. Белки Acr могут проявлять строгую специфичность относительно системы CRISPR-Cas; в частности, белки, блокировавшие систему I-F P. aeruginosa, не оказывали никакого эффекта на систему I-E P. aeruginosa или I-F E. coli. Впрочем, некоторые фаги, имеющие гены-супрессоры системы I-F P. aeruginosa, кодировали также небольшие супрессорные белки, подавляющие систему I-E P. aeruginosa, но не I-E E. coli.
Появление у фагов защитных механизмов против CRISPR-интерференции считают результатом длительной коэволюции фагов и их хозяев.

## Эволюционное значение
По мнению Е. В. Кунина, работу систем CRISPR-Cas можно рассматривать как эволюционный процесс, удовлетворяющий эволюционному сценарию Ламарка, а именно, следующим критериям:
- Геномные изменения в локусах CRISPR (вставка новых спейсеров) вызываются воздействием среды (точнее, чужеродных генетических элементов).
- Изменения ограничены специфическими геномными локусами.
- Изменения обеспечивают адаптацию к конкретному воздействию (к конкретному чужеродному генетическому элементу)[55][56].

Впрочем, такой взгляд на CRISPR подвергается критике. По мнению А. Висса, соответствие CRISPR-Cas ламарковским критериям носит лишь поверхностный характер.
Системы CRISPR-Cas проявляют некоторые свойства эволюции по Дарвину — в частности, выглядящее на уровне популяции случайным приобретение спейсеров, вслед за чем следует отбор выживающих клонов с наилучшей приспособленностью.

## Идентификация
Системы CRISPR-Cas широко распространены среди бактерий и архей, и их характерной чертой является чередование повторяющихся последовательностей и спейсеров. Благодаря этой особенности локусы CRIPSR довольно просто найти в длинных последовательностях ДНК, поскольку с увеличением количества повторов в локусе уменьшается вероятность ложноположительного нахождения. Среди программ, использующихся для поиска CRISPR на основе нахождения в длинных последовательностях повторов, разделённых промежутками, можно назвать CRT, PILER-CR и CRISPRfinder.
Нахождение CRISPR в метагеномных данных более сложно: при помощи стандартных алгоритмов локусы CRISPR собрать нельзя из-за наличия множества повторов, а также вариаций, специфичных для штамма. Для увеличения количества локусов CRISPR и последующего анализа содержимого спейсеров можно использовать полимеразную цепную реакцию, однако этот метод даёт информацию только о конкретном локусе CRISPR и применим только к организмам, геномы которых доступны в базах данных (чтобы можно было создать подходящие праймеры).

## Применение в генной инженерии

Принцип использования CRISPR-Cas для редактирования генома

До открытия функций и механизмов действия систем CRISPR-Cas в качестве методов для локус-специфичного редактирования генома наиболее интенсивно разрабатывались методы, основанные на использовании нуклеаз, содержащих цинковые пальцы (англ. Zinc-finger nucleases, ZFNs), а также эндонуклеазы TAL (англ. Transcription activator-like effector nuclease, TALEN). Эти методы довольно трудоёмки, не очень эффективны и дорогостоящи: для каждого нового локуса-мишени требуется разработка, экспрессия и проверка совершенно новой пары полипептидов, что значительно ограничивает область применения этих методов.
Однако в 2012—2013 годах в генной инженерии появились принципиально новые методы манипулирования генетическим материалом, основанные на применении систем CRISPR-Cas. Данные методы пригодны для целенаправленного редактирования геномов как прокариот, так и эукариот (хотя последние не имеют собственных систем CRISPR-Cas, однако выяснилось, что искусственно введённые в эукариотную клетку элементы системы CRISPR-Cas бактериального происхождения способны функционировать и в новой среде). При этом современные технологии CRISPR-Cas используют белок Cas9, одинаковый для всех локусов-мишеней, а специфичность действия определяется не белком, а crРНК. Методы, основанные на ZFN и TALEN, используются и по сей день и даже являются предпочтительными для клинических исследований, однако простота, эффективность и экономичность методов, использующих систему CRISPR-Cas9, вывели их на первое место среди методов для направленного редактирования генома, а также связывания с ДНК.
Методы, основанные на CRISPR-Cas9, близки к естественным механизмам действия этих систем: для распознавания последовательности-мишени, которая располагается рядом с PAM, используется РНК, и направляемая ею нуклеаза Cas9 производит двуцепочечный разрыв в сайте-мишени. При редактировании генома эукариот, впрочем, результатом работы CRISPR-Cas9 является не разрушение всей молекулы ДНК, а репарация двуцепочечного разрыва, произведённого Cas9. Репарация может проводиться как за счёт негомологичного соединения концов (англ. non-homologous end joining, NHEJ), так и путём гомологичной рекомбинации. В результате репарации, сопровождавшейся негомологичным соединением концов, часто возникают небольшие вставки или делеции, способные разрушить рамку считывания белок-кодирующих генов, что приводит к утрате функции гена-мишени. Вызвав множество двуцепочечных разрывов, можно добиться появления крупных делеций и даже инверсий.
Репарация путём гомологичной рекомбинации, напротив, подразумевает замену удалённой последовательности новой последовательностью, комплементарной матрице для репарации, которую создаёт сам исследователь. Таким образом, гомологичная рекомбинация может использоваться для удаления нежелательных мутаций, создания новых аллелей, вставки или слияния функциональных доменов. Кроме того, мутационная инактивация доменов RuvC или HNH Cas9 превращает этот белок в РНК-направляемую никазу, производящую не двуцепочечные, а одноцепочечные разрывы. Инактивация обоих доменов превращает Cas9 в направляемый РНК ДНК-связывающий белок, не разрезающий мишень. В этом случае к ДНК-связывающему домену можно присоединить домен с другими функциями, что, в свою очередь, может вызвать различные изменения в локусе-мишени: активацию или репрессию транскрипции, модификацию хроматина, усиление образования петель и многие другие. Кроме того, инактивированная форма Cas9 (dCas9, «мёртвая» Cas9) служит основой для новых исследовательских приёмов — например, визуализации посредством флуоресценции или создания меток для последующей физической изоляции локусов.
Несмотря на эффективность использования систем CRISPR-Cas, происхождение Cas9 накладывает некоторые ограничения на выбор ДНК-мишеней: например при использовании Cas9 Streptococcus pyogenes в качестве мишеней можно выбирать только последовательности, за которыми следует PAM, а именно 5'-NGG (где N — любой нуклеотид). Впрочем, необходимость в PAM не накладывает серьёзных ограничений на применение систем CRISPR-Cas9: в человеческом геноме такие последовательности встречаются почти каждые 8—12 нуклеотидов. Перед использованием в генетических конструкциях ген Cas9 должен быть предварительно оптимизирован по используемым кодонам в соответствии с организмом, геном которого предполагается модифицировать: ген cas9 S. pyogenes отличается низким GC-составом (35 %), и для организмов, чьи геномы имеют высокий GC-состав, может быть необходима оптимизация кодонов Cas9.

Механизм действия CRISPR-Cas9 при редактировании генома эукариотический клетки

В настоящий момент для редактирования генома применяют систему CRISPR-Cas II типа, причём чаще всего используется белок SpyCas9 (нуклеаза Cas9 бактерии S. pyogenes); однако ведётся разработка альтернативных белков Cas9, которые позволят увеличить область применения CRISPR-Cas. Например, укороченные формы Cas9 могут распознавать различные последовательности PAM. Хотя редактирование генома можно эффективно осуществлять с помощью crРНК и tracrРНК, транскрибируемых отдельно, разработка технологии единой направляющей РНК (sgРНК) позволила упростить эту систему. В этом случае четырёхкомпонентная система РНКаза III:crРНК:tracrРНК:Cas9 заменяется двухкомпонентной системой sgРНК:Cas9. В настоящее время sgРНК используется значительно чаще, чем раздельные crРНК и tracrРНК. Наконец, ведутся разработки по улучшению специфичности Cas9 и уменьшению побочных эффектов. В начале 2016 года были опубликованы результаты работы американских исследователей, которым удалось снизить количество ошибок практически до нуля.

Принцип конструирования плазмиды CRISPR-Cas9

Доставку sgРНК и Cas9 в клетки-мишени обеспечивают различными способами. Например, для этого можно использовать плазмиды, кодирующие sgРНК и Cas9, и трансфецировать (или трансформировать, в случае прокариот) ими клетки. Такие плазмиды можно доставлять в клетки при помощи электропорации. В некоторых случаях оказывается более удобным использовать плазмиды, кодирующие Cas9, а РНК доставлять в виде наработанных с помощью ПЦР ампликонов.
В 2015 году был предложен новый способ доставки sgРНК и Cas9 в клетку внутри особых наноклубков. Такой наноклубок состоит из одной, плотно обвитой цепи ДНК, один из участков которой комплементарен переносимой sgРНК; таким образом комплекс sgРНК:Cas9 закрепляется внутри клубка. Более того, наноклубок способен к самосборке. К одному наноклубку можно присоединить множество различных комплексов sgРНК:Cas9. При контакте с клеткой наноклубок попадает в эндосому, однако особый полимер, покрывающий наноклубок, обеспечивает разрушение эндосомы и даёт возможность sgРНК:Cas9 достичь ядра.

### Модификации методов
Для направленного редактирования генома эукариотических клеток используют не только Cas9 S. pyogenes, но и Cas9 Streptococcus thermophilus, Neisseria meningitidis, а также Cas9 из Staphylococcus aureus (SaCas9), которая на 25 % меньше по размерам, чем SpyCas9, что позволяет упаковывать её в аденоассоциированный вирус (AAV) для доставки вектора в клетки живого организма в качестве терапевтического средства.
Широкое применение нашла неспособная к разрезанию ДНК форма Cas9 (dCas9). Использование dCas9, сшитой с флуоресцентным белком, лежит в основе нового метода CASFISH (флуоресцентной гибридизации in situ, опосредуемой CRISPR-Cas9), который позволяет флуоресцентно метить локусы-мишени. С помощью такой dCas9 можно отслеживать длину теломер, а также наблюдать за динамикой определённых локусов в ходе клеточного цикла.
Форму dCas9 можно использовать для подавления транскрипции гена-мишени (в случае, когда она связывается с последним в области промотора, регуляторных областей или начала кодирующей области); кроме того, для подавления транскрипции к dCas9 может быть пришит репрессорный пептид. Напротив, dCas9, сшитая с белками-активаторами транскрипции (факторами транскрипции и эффекторами), может активировать транскрипцию гена-мишени. Кроме того, к dCas9 можно пришивать искусственные эндонуклеазы рестрикции, а также ферменты, модифицирующие эпигеном (ДНК-метилтрансферазы, гистонацетилтрансферазы) и регулирующие за счёт этого активность генов-мишеней. В 2016 году удалось перепрограммировать мышиные эмбриональные стволовые клетки в две внезародышевые линии (трофобласт и клетки внезародышевой энтодермы), активируя гены Cdx2 и Gata6 с помощью CRISPR-опосредованных активаторов.
Далее, dCas9 может быть сшита с мономером эндонуклеазы FokI, функционирующей в виде димеров. Димеры FokI могут вносить двуцепочечные разрывы в последовательности-мишени. Для направления dCas9, сшитой с мономером FokI, используются две sgРНК, что значительно увеличивает точность системы. Когда два мономера, каждый из которых направляем своей sgРНК, располагаются на расстоянии около 30 пар оснований друг от друга, то FokI димеризуется и вносит двуцепочечный разрыв.
Для очистки локусов, связанных с sgРНК, можно использовать dCas9, несущую определённые эпитопы. Фактически этот метод представляет собой особый вариант иммунопреципитации хроматина.

Схема метода самоклонирующихся CRISPR

Найдены аналоги Cas9, способные расщеплять вместо ДНК молекулы РНК. Применение этих белков позволит редактировать или избирательно подавлять активность микроРНК. Cas9 Francisella novicida (FnCas9) может быть перепрограммирована так, чтобы быть нацеленной на РНК-геном вируса гепатита C, что приводит к подавлению жизненного цикла вируса в клетках эукариот. На основе этой системы можно создать сотни средств против различных вирусов.
Осенью 2015 года был предложен новый метод, альтернативный CRISPR-Cas9 — CRISPR-Cpf1. Cpf1 — эндонуклеаза, являющаяся эффекторным белком систем CRISPR-Cas V типа. Она мельче, чем Cas9, а для её функционирования нужна только crРНК, но не tracrРНК. В связи с этим, возможно, в некоторых случаях метод CRISPR-Cpf1 будет удобнее метода CRISPR-Cas9.
В 2015 году был предложен также новый метод самоклонирующихся CRISPR (англ. self-cloning CRISPR). В этом случае в клетки вводят плазмиду, содержащую самоклонирующуюся палиндромную sgРНК, а также короткую двуцепочечную ДНК, которая содержит последовательность, кодирующую требуемую sgРНК. Когда плазмида транскрибируется, образующаяся sgРНК в комплексе с Cas9 комплементарно связывается с последовательностью в плазмиде, кодирующей эту sgРНК. Cas9 вносит двуцепочечный разрыв, который репарируется путём гомологичной рекомбинации с использованием введённой двуцепочечной ДНК в качестве матрицы; в итоге плазмида вновь содержит последовательность, кодирующую требуемую sgРНК. В отличие от стандартного метода CRISPR, для которого требуется длительная и трудоёмкая наработка специальных плазмид для каждого нового локуса-мишени, метод самоклонирующихся CRISPR позволяет сократить время эксперимента с шести дней до трёх часов и уменьшить его стоимость в шесть раз.
В настоящее время интенсивно разрабатываются химические методы контроля работы CRISPR-Cas: дозы, времени действия, специфичности и других параметров.

### Биотехнологическое и медицинское значение
В настоящее время методы CRISPR-Cas успешно применяются в генной инженерии самых разных организмов: как многоклеточных и одноклеточных (дрожжи) эукариот, так и прокариот. Применение CRISPR-Cas у микроорганизмов позволяет модифицировать их метаболические пути, что открывает возможности для развития новых биотехнологических стратегий. Кроме того, важное значение для биотехнологии имеет создание штаммов технологически важных бактерий, устойчивых к различным фагам за счёт CRISPR-Cas.
Разработаны методы редактирования геномов с помощью CRISPR-Cas для модельных организмов (например, мышей, плодовой мушки Drosophila melanogaster, нематоды Caenorhabditis elegans, рыбки данио-рерио и других). Такие методы применялись для редактирования генома грибов, в частности, нитчатого гриба Aspergillus oryzae, который используют в промышленности для сбраживания сои и шампиньона. Важное значение имеют работы по редактированию с помощью CRISPR-Cas культур клеток млекопитающих, в том числе человека. В 2017 году этим методом был отредактирован геном человеческих эмбрионов.
Ведутся работы по редактированию геномов с помощью CRISPR-Cas у крупного рогатого скота, свиней и других животных, имеющих важное хозяйственное значение, например, пчёл. В ноябре 2015 года были опубликованы результаты эксперимента, в ходе которого при помощи технологии CRISPR-Cas в геноме свиньи были разом инактивированы 62 эндогенных ретровируса. Авторы исследования надеются, что благодаря этим результатам в будущем станет возможной ксенотрансплантация органов от свиньи к человеку. Наконец, мутагенез с использованием CRISPR-Cas может использоваться в борьбе с инвазивными видами (например, инвазивной мухой Drosophila suzukii).
Технология CRISPR-Cas успешно применяется в генной инженерии растений, в том числе декоративных растений (например, петунии) и многих важных сельскохозяйственных культур: риса, сои, пшеницы, сорго, кукурузы, томата и апельсина. Исследуются возможности внедрения систем CRISPR-Cas в культурные растения для создания противовирусного иммунитета. Для генной инженерии растений также может использоваться система CRISPR-Cpf1.
Методы, основанные на CRISPR-Cas, могут найти применение и в медицине для лечения самых разнообразных заболеваний: вирусных (в том числе ВИЧ-инфекции и герпесвирусных инфекций), аллергии и иммунологических заболеваний (в том числе аутоиммунных), онкологических, сердечно-сосудистых заболеваний и даже ревматизма, а также наследственных расстройств — таких, как синдром Дауна, серповидно-клеточная анемия, пигментный ретинит и β-талассемия. В 2013 году появилась публикация с сообщением о том, что исследователи сумели отредактировать аномальный ген в стволовых клетках пациента, больного муковисцидозом. Возможно, система CRISPR-Cas может помочь в лечении мышечной дистрофии Дюшенна (DMD): показано, что с помощью CRISPR-Cas можно восстановить ген дистрофина в культуре клеток DMD. Предполагается, что такие клетки с «отремонтированным» геномом можно трансплантировать в организм больного, где они смогут заменить больные клетки и выполнять необходимые функции. В октябре 2016 года в Китае было произведено редактирование генома взрослого человека с помощью CRISPR/Cas: пациенту с раком лёгких ввели модифицированные с помощью CRISPR-Cas Т-лимфоциты. Исследователи полагают, что редактирование генома малярийного комара с помощью CRISPR-Cas способно помочь в борьбе с малярией. Показана возможность редактирования с помощью CRISPR-Cas генома другого важного патогенного простейшего — Toxoplasma gondii.
Система CRISPR-Cas может быть использована для получения из человеческих плюрипотентных клеток тканей, устойчивых к воспалению.
Методы CRISPR-Cas показали себя эффективными при манипуляциях с локусом PRPN, кодирующим прионный белок, ответственный за ряд нейродегенеративных заболеваний человека и других млекопитающих.
Линии клеток, модифицированных при помощи CRISPR-Cas, могут использоваться в качестве моделей различных заболеваний человека. Например, при помощи CRISPR-Cas из линии плюрипотентных клеток человека были получены клетки с мутациями, соответствующими двум заболеваниям почек (поликистозу почек и фокальному сегментарному гломерулосклерозу). Позже из этих клеток были выращены мини-органы, соответствующие почкам человека с данными болезнями. Этот же метод был использован для моделирования синдрома длинного QT на кардиомиоцитах. Подобные модели могут помочь в изучении заболеваний и разработке новых лекарственных препаратов.

### Редактирование ДНК для противостояния заражению ВИЧ
В ноябре 2018 года стало известно, что команде китайских учёных под руководством Хэ Цзянькуя удалось создать первых в мире людей с искусственно изменёнными генами (отключён CCR5) — двух девочек-близнецов, которые, как предполагается, невосприимчивы к вирусу иммунодефицита человека. Данный эксперимент был раскритикован из-за нарушения многочисленных научных и этических правил.

## Общественная реакция
В 2015 году о своих планах по модификации геномов человеческих эмбрионов при помощи CRISPR-Cas заявили по меньшей мере четыре лаборатории в США, лаборатории в Китае и Великобритании, а также американская биотехнологическая компания Ovascience. В свете этих событий многие учёные выступили за введение международного моратория на применение технологии CRISPR-Cas  к эмбрионам и клеткам зародышевой линии человека, в том числе и в медицинских целях. Эти учёные поддержали дальнейшие фундаментальные исследования CRISPR, однако, по их мнению, технология CRISPR-Cas ещё недостаточно развита, чтобы при её применении в клинической практике гарантировать отсутствие побочных мутаций и наследственных дефектов у пациентов.
В апреле 2015 года группа китайских учёных опубликовала в журнале Protein & Cell статью, в которых сообщили о результатах своей попытки изменить ДНК нежизнеспособных человеческих эмбрионов при помощи CRISPR-Cas. Они пытались исправить мутацию, приводящую к бета-талассемии. По словам ведущего исследователя, Nature и Science отвергли статью из-за этических соображений. Результаты эксперимента оказались не слишком оптимистичными из-за многочисленных мутаций, произошедших вне гена-мишени. Авторы исследования заявили, что в настоящее время технология CRISPR-Cas ещё не готова для применения в репродуктивной медицине.
В декабре 2015 года в Вашингтоне под председательством Дейвида Балтимора прошёл Международный саммит по редактированию генов человека (англ. International Summit on Human Gene Editing). В ходе этого саммита представители национальных академий наук США, Великобритании и Китая обсуждали этические вопросы модификации генов клеток зародышевой линии человека. В ходе встречи было решено продолжать дальнейшие фундаментальные и клинические исследования на соответствующих законодательных и этических основаниях. Особое внимание было обращено на различие между клиническим применением соматических клеток, при котором распространение производимых мутаций ограничено одной особью, и клеток зародышевой линии, чьи геномные нарушения могут быть унаследованы следующим поколением. Последнее может иметь непредвиденные и далеко идущие последствия на эволюцию человека — как генетическую, так и культурную.
В феврале 2016 года группе британских учёных было дано разрешение на генетическую модификацию человеческих эмбрионов с помощью CRISPR-Cas и родственных методов.
В 2012 и 2013 годах, в начале прорыва, связанного с применением CRISPR в генной инженерии, метод CRISPR-Cas был номинирован на премию «Прорыв года» телевизионного шоу Science Magazine. В 2015 году он выиграл эту награду.